# Calcaritis megacentron
Calcaritis megacentron là một loài bướm đêm trong họ Geometridae.